# غونار فوسينج
غونار فوسينج هو لاعب كرة يد نرويجي يلعب كحارس مرمى. مثل منتخب النرويج لكرة اليد. بدأ تمثيل المنتخب في سنة 1987 ولعب معه 164 مباراة حتى سنة 2003. نافس في بطولة العالم لكرة اليد للرجال 2001.